# Polycentropus masi
Polycentropus masi là một loài Trichoptera trong họ Polycentropodidae. Chúng phân bố ở miền Cổ bắc.